# Гаскарт, Алекс
Александр Уильям «Алекс» Гаскарт (англ. Alexander William Gaskarth; род. 14 декабря 1987, Эссекс, Англия, Великобритания) — американский вокалист и ритм-гитарист, ведущий подкастов английского происхождения. Получил наибольшую известность как участник поп-панк группы All Time Low вместе с гитаристом Джеком Баракатом, басистом Заком Мерриком и барабанщиком Райаном Доусоном.
С 2009 по 2017 год альбомы, выпущенные музыкальным коллективом (Nothing Personal, Dirty Work, Don’t Panic, Future Hearts, Last Young Renegade), пять раз подряд попали в десятку лучших по результатам Billboard 200. В тех же 2015 — 2016 годах проводил престижную премию Alternative Press Music Awards.

## Ранние годы
Родился 14 декабря 1987 года в английском графстве Эссекс, Великобритания. В семь лет переехал в городок Лютервилль-Тимониум, в пригороде Балтимора, штат Мэриленд. Учился в частной школе, но в старших классах перешёл в государственную школу Dulaney High School, где познакомился с Джеком Баракатом и Райаном Доусоном. Вскоре он встретился с Заком Мерриком и тогда и зародилась группа All Time Low. Об этом Алекс и его группа рассказали в документальном фильме All Time Low — Straight To DVD. В 2004 году брат Алекса Том Гаскарт совершил суицид. Алекс посвятил ему песню Lullabies, которая вошла в альбом The Party Scene. В 2011 Алекс сделал татуировку в виде розы с инициалами погибшего брата T.E.G.

## Работа в группе
Во время учёбы All Time Low выступали в разных штатах, путешествуя по ним в сопровождении родителей, так как им ещё было 16-17 лет и они не могли пересекать границы штатов без родительского надзора. Ребята закончили Dulaney High School, не поступив в колледж, как Алекс потом объяснил в Straight To DVD, «Мы хотим быть рок-звездами, зачем нам колледж?».

По словам музыкантов, никакой музыкальный лейбл не хотел помогать им в записи альбомов, ребята казались им неперспективными и слишком молодыми. В 2004 году они подписали контракт с Emerald Moon Records, с кем они и записали свой первый EP альбом The Three Words To Remember In Dealing With The End.

В тот же год All Time Low отправились в тур по штатам и снискали немного славы среди любителей поп-панка. На следующий год, они записали первый студийный альбом The Party Scene, который принес им настоящую славу. Алекс был автором всех песен как на The Three Words To Remember In Dealing With The End, так и на The Party Scene.

По Алексу, как и по другим участникам группы сходят с ума сотни девушек. После выхода студийного So Wrong It’s Right у All Time Low появляется целая фан-база и для девушек Алекс становится «секс-символом» со сладким голосом. Тысячи девушек пишут фанфики про него. Появляется аббревиатура SWAG, означающая Sex With Alex Gaskarth. Алекс до сих пор говорит в интервью, что они даже и не предполагали, что их «маленькая группа» дойдет так далеко.

## Сотрудничество
В 2007 Алекс записал вокал для песни No One Can Touch Us группы Sing It Loud, с участниками которой познакомился на Warped Tour 2007. В 2008 Алекс Гаскарт участвовал в записи песни Bittersweet Simphony проекта Ace Enders And A Million Different People, в котором также участвовали Марк Хоппус, Брюс Эйвери, Крэйг Овенс и другие. В 2009 Алекс сотрудничал с группой 3OH!3 и Джулиет Симмс при записи Careless Whisper. В 2011 канадская группа Simple Plan пригласила Алекса для записи вокала в песне Freaking Me Out студийного альбома Get Your Heart On!.